# Rhynchophreatia
Rhynchophreatia is een geslacht met tien soorten orchideeën uit de onderfamilie Epidendroideae, die door vele botanici echter bij de geslachten Phreatia en Thelasis worden gerekend.
Het zijn epifytische orchideeën uit Australië, Nieuw-Guinea, de Solomonseilanden, Indonesië, en Nieuw-Caledonië.

## Naamgeving enetymologie
- Synoniem: Phreatia Lindl. (1830)

De botanische naam Rhynchophreatia is afkomstig van het Oudgriekse ῥύγχος, rhunchos (snuit) en van het zustergeslacht Phreatia, en slaat waarschijnlijk op het verlengde rostellum.

## Kenmerken
Voor een beschrijving van dit geslacht, zie Phreatia.

## Taxonomie
Het geslacht telt tien soorten. De meeste hiervan worden tegenwoordig door vele botanici bij het zustergeslacht Phreatia gerekend, andere bij Thelasis.

### Soortenlijst
- Rhynchophreatia angustifolia (J.J.Sm.) Schltr. (1921) = Thelasis angustifolia J.J.Sm. (1916)
- Rhynchophreatia carolinensis (Schltr.) Fosberg & Sachet (1987) = Phreatia carolinensis Schltr. (1921)
- Rhynchophreatia gautierensis (J.J.Sm.) Schltr. (1921) = Thelasis gautierensis J.J.Sm. (1916)
- Rhynchophreatia mamberamensis (J.J.Sm.) Schltr. (1921) = Thelasis mamberamensis J.J.Sm. (1915)
- Rhynchophreatia micrantha (A.Rich.) N.Hallé (1977) = Phreatia micrantha (A.Rich.) Lindl. (1859)
- Rhynchophreatia pacifica (Fukuy.) Fosberg & Sachet (1987) = Phreatia pacifica Fukuy. (1939)
- Rhynchophreatia palawensis Schltr. (1921) = Phreatia palawensis (Schltr.) Tuyama (1940)
- Rhynchophreatia phreatioides (J.J.Sm.) Schltr. (1921) = Phreatia phreatioides (J.J.Sm.) L.O.Williams (1946)
- Rhynchophreatia sphaerocarpa (Schltr.) Schltr. (1921) = Phreatia sphaerocarpa Schltr. (1905)
- Rhynchophreatia wariana (Schltr.) Schltr. (1921) = Phreatia wariana Schltr. (1913)